# 马尔堡大学
50°48′39″N 08°46′25″E / 50.81083°N 8.77361°E
马尔堡大学，全称马尔堡腓力大学（德語：Philipps-Universität Marburg），是一所位于德国黑森州马尔堡的大学，1527年由黑森伯國領地伯爵腓力一世创办，是世界上第二所新教大学。
馬爾堡大學擁有兩萬名左右的學生，使得马尔堡这座总人口不到8万的小城成为知名的“大学城”（Universitätsstadt）。

## 历史
马尔堡大学成立于1527年，创办者是当时年仅23岁的黑森伯國領地伯爵腓力一世。7月1日开课时，学校共有11名教授和84名学生，以市内修道院的旧址为校舍。其后300年间，马尔堡大学历经各种变化，学生数一直在30人到300人之间波动。1866年普奥战争后，黑森被普鲁士兼并，之后的20年内，马尔堡大学学生数增长了四倍，校区规模也得到扩大。1887年注册学生数超过1000人，1909年突破2000人，第一次世界大战结束后已达3000人。1960年之后，马尔堡大学迎来又一个快速发展时期，师生数量均大幅增长，许多新的建筑也在这一时期建成。

## 机构设置

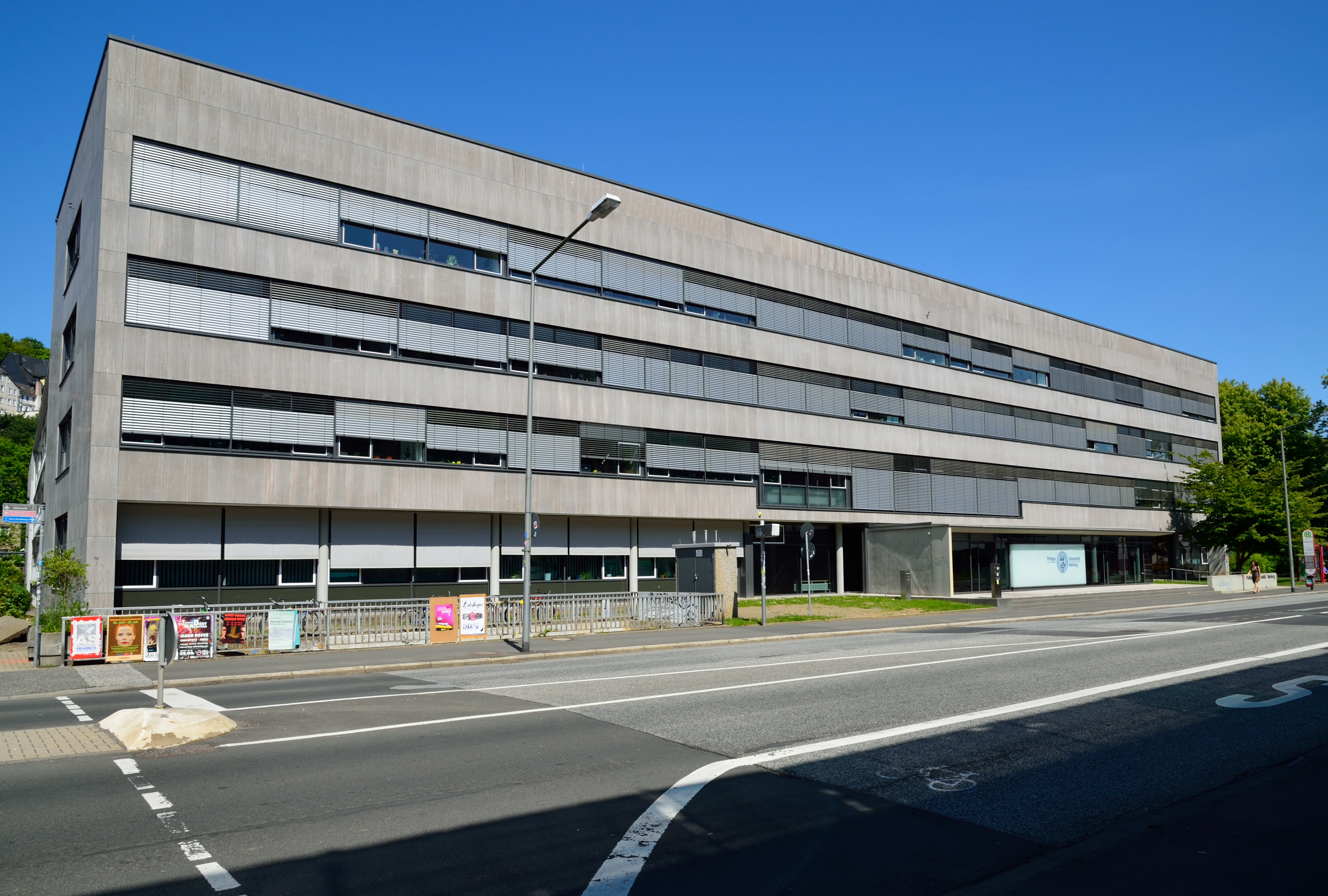
大學行政中心

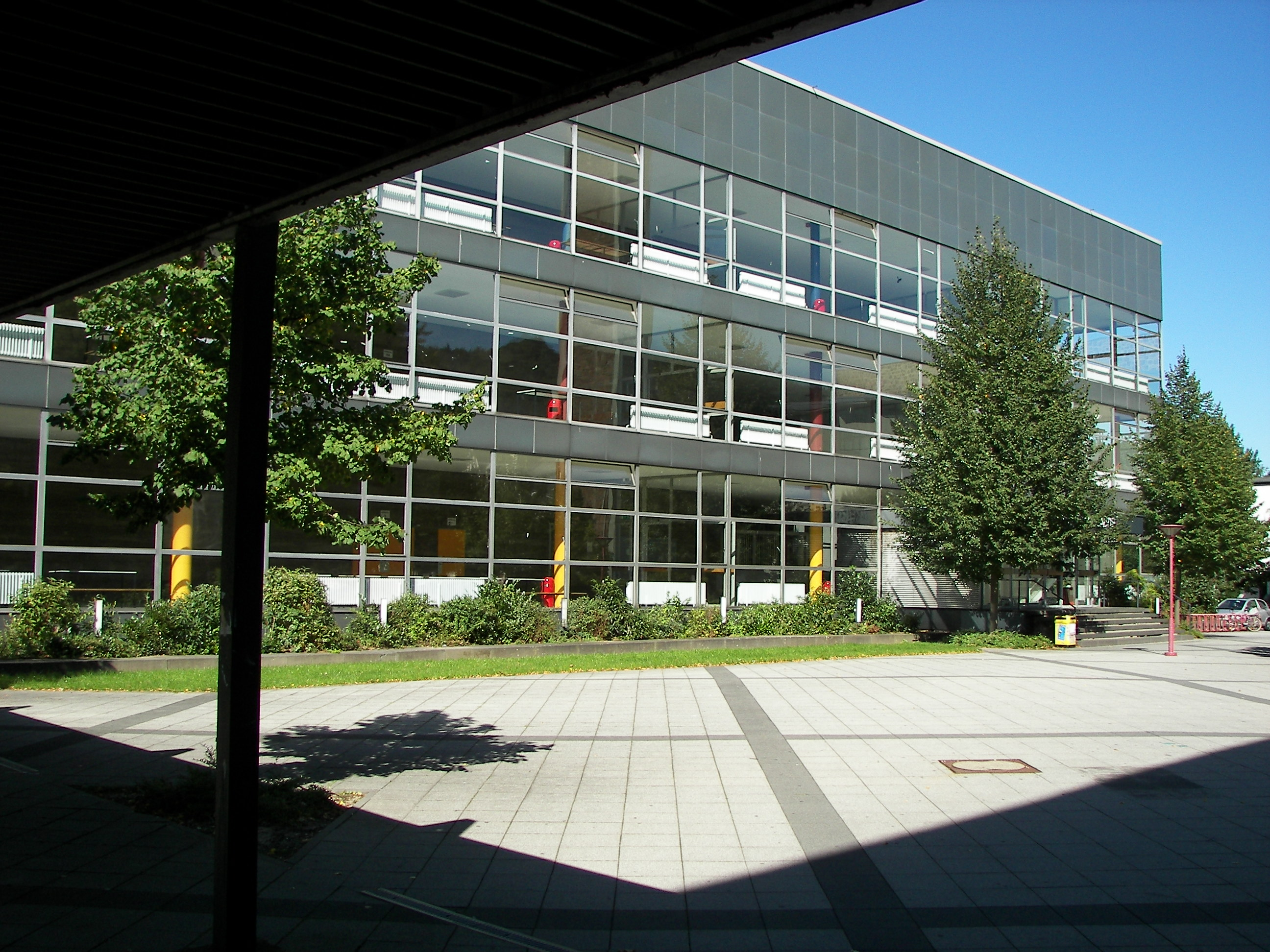
中央教學廳

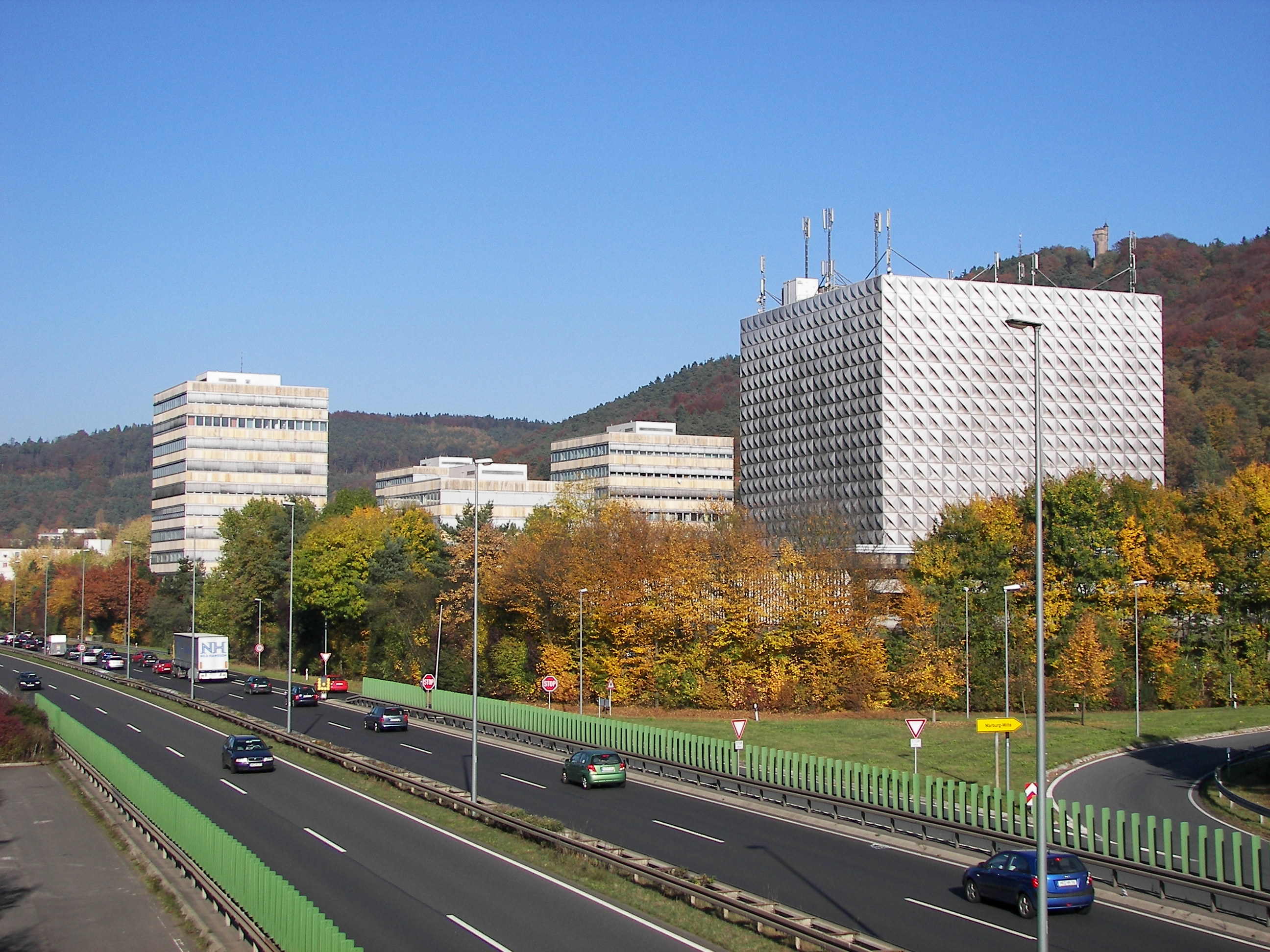
社會科學系所和大學圖書館

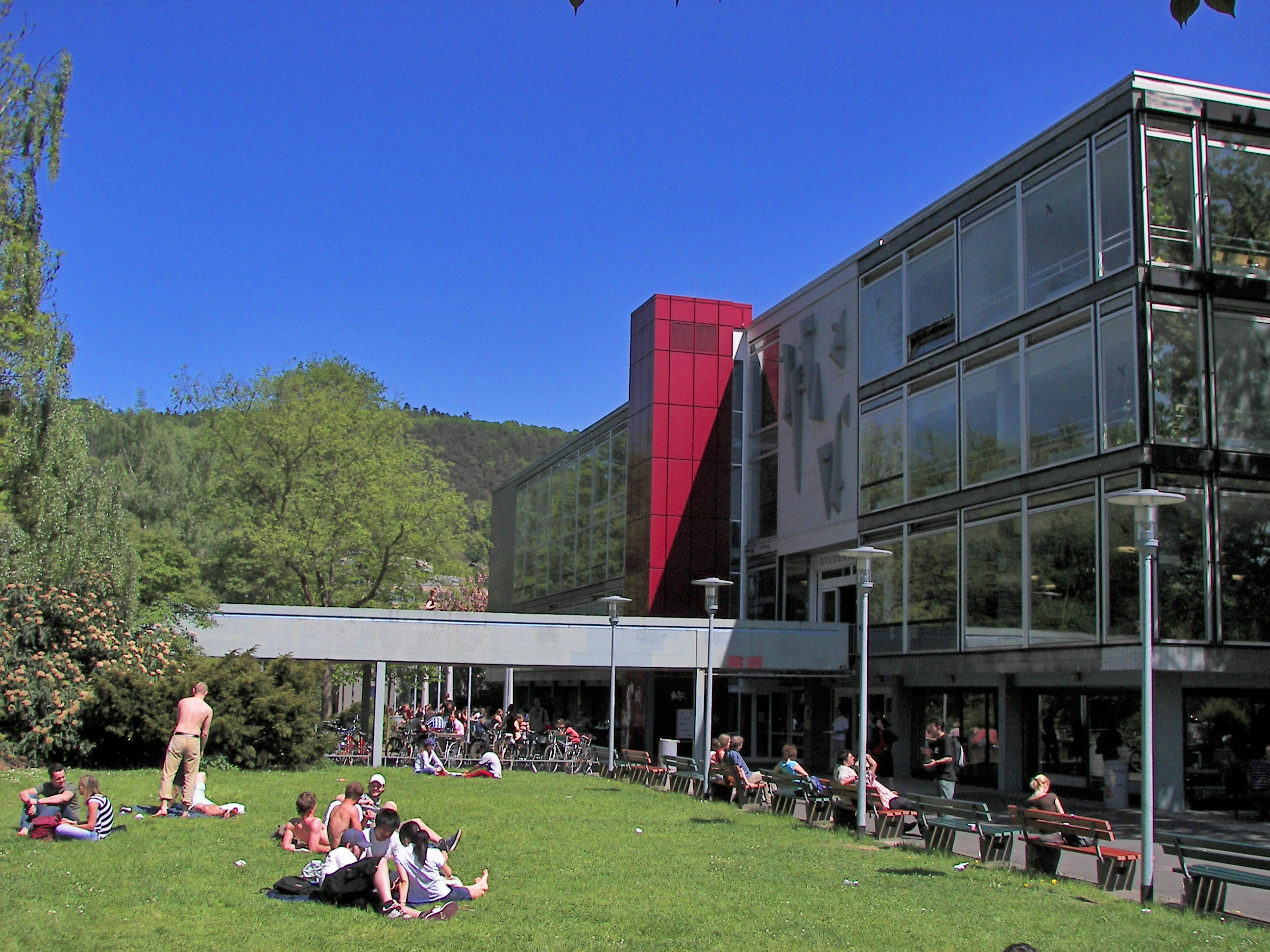
大學食堂和咖啡廳

马尔堡大学由16个系组成，分别为法律系、工商管理与经济系、社会科学与哲学系、心理学系、新教神学系、历史与文化研究系、德语研究与艺术史系、外国语言与文化系、数学与计算机科学系、物理系、化学系、药学系、生物系、地理系、医学系、教育系。
马尔堡大学还设有性别研究中心、近东与中东研究中心等16个不同学科的研究中心。马克斯-普朗克陆地微生物学研究所也设在马尔堡大学。
马尔堡大学有新旧两座植物园，以及宗教收藏馆和民族收藏馆，还拥有四个博物馆：图像艺术博物馆、文化历史博物馆、解剖学博物馆和矿物博物馆。

## 声誉
上海交通大学2008年世界大学学术排名将马尔堡大学排在德国第15-24位、欧洲第80-124位和世界第201-302位。英国《泰晤士高等教育》与QS公司联合发布的2008年世界大学排名将马尔堡大学排在世界第368位。

## 知名教授及校友
建校几百年来，曾有许多著名学者在马尔堡大学工作，也有许多知名人物从这里毕业。其中自然科学领域的知名人物有：
- 埃米尔·阿道夫·冯·贝林：医学家、细菌学家，1901年诺贝尔生理学或医学奖获得者。
- 卡尔·费迪南德·布劳恩：物理学家，1909年诺贝尔物理学奖获得者。
- 罗伯特·威廉·本生：化学家。
- 阿道夫·布特南特：化学家，1939年诺贝尔化学奖获得者。
- 汉斯·费歇尔：化学家，1930年诺贝尔化学奖获得者。
- 爱德华·富兰克兰：化学家。
- 奥托·哈恩：化学家，1944年诺贝尔化学奖获得者。
- 阿道夫·威廉·赫尔曼·科尔贝：化学家。
- 阿尔布雷希特·科塞尔：1910年诺贝尔生理学或医学奖获得者。
- 阿尔弗雷德·魏格纳：地质学家、气象学家，大陆漂移学说创立者。
- 格奥尔格·维蒂希：化学家，1979年诺贝尔化学奖获得者。
- 卡尔·齐格勒：化学家，1963年诺贝尔化学奖获得者。
- 米哈伊尔·瓦西里耶维奇·罗蒙诺索夫：化学家、哲学家。

马尔堡大学一向重视人文学科，尤其是神学与哲学。曾在这里工作或学习的神学家有鲁道夫·布尔特曼、威尔汉·赫尔曼、保罗·田立克、卡尔·巴特等，哲学家有恩斯特·卡西尔、汉斯-格奥尔格·伽达默尔、马丁·海德格尔、汉斯·约纳斯、汉娜·阿伦特、何塞·奥特嘉·伊·加塞特、列奥·施特劳斯等。
其它领域的知名校友还有：
- 格林兄弟（雅各布·格林和威廉·格林）：作家，《格林童话》的作者。
- 威廉·李卜克内西：革命家、德国社会民主党创始人之一。
- 鲍里斯·帕斯捷尔纳克：作家，1958年诺贝尔文学奖获得者。
- 古斯塔夫·海涅曼：德意志联邦共和国前总统。
- 科斯塔斯·西米蒂斯：希腊前总理。